# Bezrobocie dobrowolne
Bezrobocie dobrowolne lub  bezrobocie z wyboru – zjawisko, w wyniku którego osoba bezrobotna świadomie rezygnuje z szansy podjęcia pracy. Powodem może być możliwość skorzystania z systemu pomocy społecznej, który pozwala na otrzymywanie zasiłków na tyle wysokich, aby zrekompensować utratę stałego zarobku i tym samym stworzyć zachętę do pozostawania zawodowo bezczynnym. Obecnie w Polsce część osób decyduje się na wykonywanie pracy w szarej strefie pozostając jednocześnie oficjalnie zarejestrowanymi jako "dobrowolni" bezrobotni, by móc korzystać z bezpłatnej opieki zdrowotnej finansowanej przez urzędy pracy. 
Jego przeciwieństwem jest bezrobocie przymusowe – bezrobocie wynikające z niemożliwości znalezienia pracy pomimo jej poszukiwania.